# Eudorella hurleyi
Eudorella hurleyi är en kräftdjursart som beskrevs av Jones 1963. Eudorella hurleyi ingår i släktet Eudorella och familjen Leuconidae. Inga underarter finns listade i Catalogue of Life.